# Ingeborg Hakonsdatter
Pour les articles homonymes, voir Ingeborg.
Ingeborg Hakonsdatter de Norvège, née en 1301 et morte le 17 juin 1361, est une princesse norvégienne, fille du roi Håkon V de Norvège et mère du roi de Norvège et de Suède Magnus VII et IV.

## Biographie

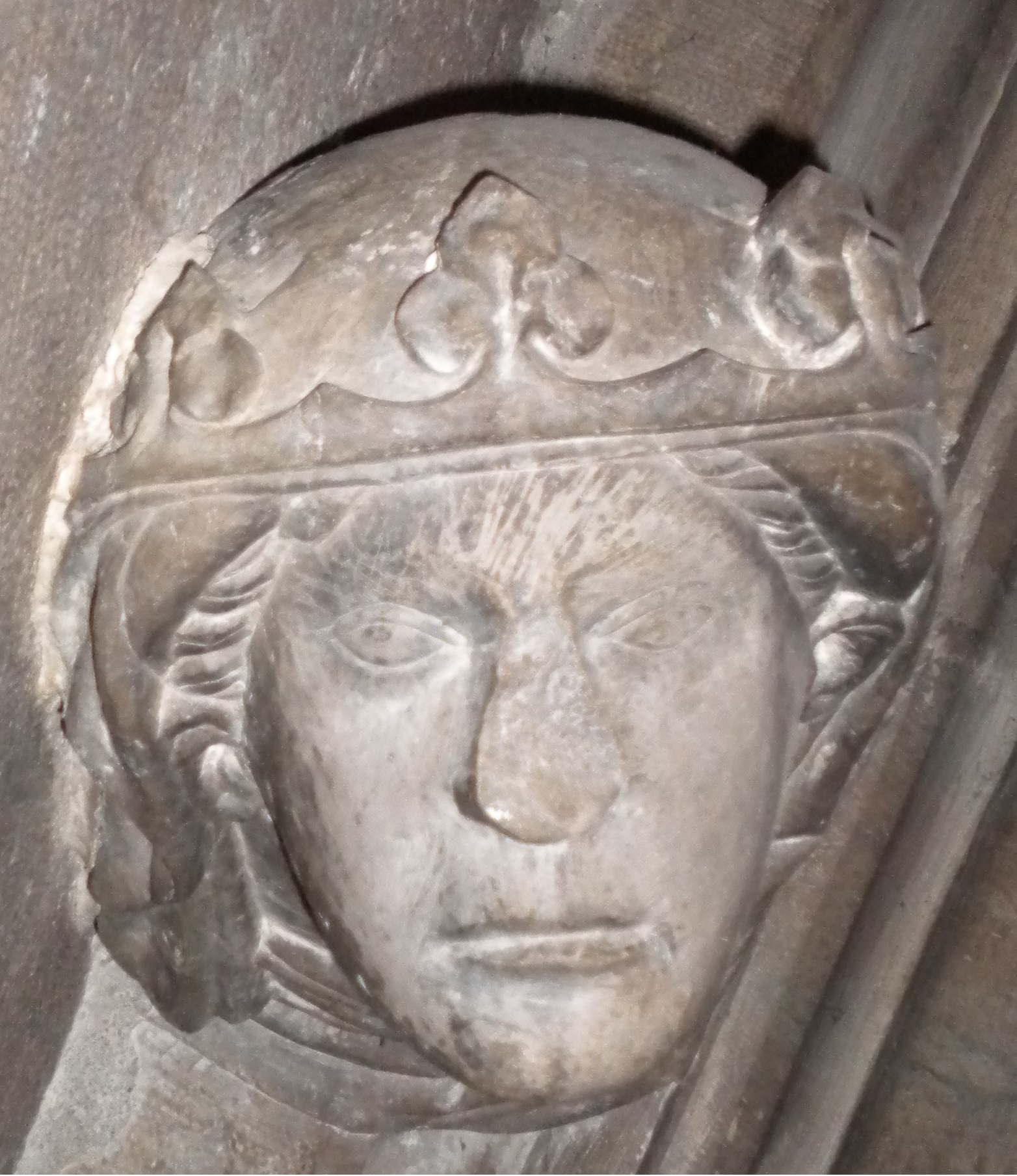
Tête en pierre d'Ingeborg, cathédrale de Linköping, v. 1360).

Ingeborg Hakonsdatter  est la fille unique du roi Håkon V de Norvège et de son épouse la reine Euphémie, fille du prince Wisław II de Rügen. 
Née en 1301, elle devient l’héritière du royaume au détriment de sa cousine germaine et homonyme Ingeborg Eriksdatter, la fille du roi Éric II de Norvège. 
Tout d'abord promise dès Noël 1302 à Erik Magnusson duc de Södermanland et frère cadet du roi Birger de Suède, elle est fiancée entre 1308 et 1312 au prince Magnus Birgersson, fils et héritier depuis 1304 du roi Birger de Suède. 
Le projet d'union reste sans suite du fait du développement de la guerre civile en Suède et elle épouse finalement le 29 septembre 1312 Erik Magnusson de Suède, duc de Södermanland, le frère du roi Birger. Le couple transmet ses droits aux royaumes de Norvège et de Suède à leur fils unique Magnus. 
Veuve à la suite du meurtre de son époux le duc Erik Magnusson par son propre frère le roi Birger de Suède, elle exerce la régence de Norvège de 1319 à 1327 et la régence de Suède de 1319 à 1326 pour le compte de son fils qui règne sur la Suède sous le nom de Magnus VII et sur la Norvège sous le nom de Magnus IV.
En 1322/1323, elle tente de mettre à profit la faiblesse du roi Christophe II de Danemark pour annexer avec l'aide de son amant Knut Porse, un noble danois, la Scanie à son domaine propre norvégien. Cette entreprise, qui n'avait pas reçue l'accord du Conseil de Suède, échoue et la tension entre les royaumes de Norvège et de Suède qui en résulte entraîne son éviction des deux régences.
Le 21 juin 1327, elle épouse Knut Porse, qui décède dès le 30 mai 1330 alors qu'Ingeborg ne meurt que le 17 juin 1361. Les deux fils nés de leur union: Knut cité en 1330 et Hakan cité en 1332, meurent tous deux de la peste en 1350.

## Sources
- Ingvar Andersson (trad. Marcel Bouvier, préf. André Chamson), Histoire de la Suède… des origines à nos jours, Roanne, Horvath, 1973, 397 p.
- Lucien Musset, Les Peuples scandinaves au Moyen Âge, Paris, Presses universitaires de France, 1951, 342 p., in-8o (OCLC 3005644)
- Corinne Péneau (trad. du suédois), Erikskrönika, Paris, Publications de la Sorbonne, 2005, 258 p. (ISBN 2-85944-524-2, OCLC 60760032, lire en ligne)
- (no) Erik Opsahl, « Ingebjørg Håkonsdatter », Norsk biografisk leksikon, consulté le 5 octobre 2013.